# 方崇智
方崇智（1919年—2012年），男，汉族，安徽安庆人，中国自动控制工程学家，曾任清华大学教授、博士生导师。